# Peter Šenk
Peter Šenk (* 19. května 1994) je slovenský fotbalový obránce, od února 2014 působící v FK Pohronie.

## Klubová kariéra
Svoji fotbalovou kariéru začal v Senici, kde se postupně propracoval přes mládežnické kategorie

### FK Senica
V roce 2013 se propracoval do prvního mužstva. Ve slovenské nejvyšší soutěži debutoval v ligovém utkání 26. května 2013 proti FC Nitra (vyhra Senice 1:0), odehrál 72 minut. Jednalo se o jediný start v sezoně 2012/13. V následujícím ročníku odehrál za A-tým 5 zápasů.

### FK Pohronie (hostování)
V únoru 2014 odešel na hostování do Pohronie (tehdejšího nováčka 2. ligy). V klubu strávil rok. Během této doby nastoupil k 27 střenutím, v nichž se gólově neprosadil.

### MFK Skalica (hostování)
Poté zamířil hostovat do týmu tehdy druholigového nováčka MFK Skalica. S klubem postoupil do nejvyšší soutěže. Během půl roku odehrál 12 zápasů, gól nedal.